# Mats Mikiver
Mats Mikiver, född 18 februari 1954 i Norrköping, är en svensk tävlingscyklist. De främsta framgångarna nåddes under slutet av 70-talet och han betraktades som en spurtkanon. 1977 vann han individuellt guld i 180 km linje för seniorer i Nordiska Mästerskapen samt SM-guld i 70 km lagtempo för seniorer med Alf Segersäll och Claes Göransson. Året därpå erövrades SM-guld i 70 km lagtempo för seniorer med Tommy Prim och Claes Göransson samt SM-guld 50 km bana/lag för seniorer med Tommy Prim och Claes Göransson och under 1979 vann han SM-guld i 70 km bana/lag för seniorer med Tommy Prim och Claes Göransson.
Under 1976 blev Mats Mikiver även SM-tvåa på 180 km linjelopp. År 1979 blev han NM-tvåa i lagtempo med Tommy Prim, Alf Segersäll och Claes Göransson. Laget kom även femma detta år i VM.
Han har även vunnit bland annat Skandisloppet 1972, Östgötaloppet 1975, under 1976 vann han MCB loppet, Sorundaloppet, Järfälla Grand Prix, Hjälmaren runt, Solleröloppet, Paragonen GP, Hammarörundan och Anundsloppet. 
Mellan åren 1976 till 1980 tillhörde Mats Mikiver IF Saabs cykelsektion i Linköping som då var Sveriges ledande cykelklubb. Dessförinnan tävlande han för CK Antilopen i Norrköping och efter 1980 för CK Hymer i Linköping.